# Thomas Elbel (Jurist)
Thomas Elbel (* 17. April 1968 in Marburg) ist ein deutscher Rechtswissenschaftler und Schriftsteller.

## Leben
Thomas Elbel wuchs in Hildesheim auf, wo er das Gymnasium Andreanum besuchte. Ab 1993 studierte er Rechtswissenschaften an der Georg-August-Universität Göttingen. Nach Ableistung seines Rechtsreferendariats absolvierte er einen Studiengang im angloamerikanischen Recht an der Emory University in Atlanta, Georgia, den er mit dem Master of Laws abschloss. Im Jahre 2005 promovierte er mit einer Arbeit über Telekommunikationsdatenschutz zum Doktor der Rechte.
Nach einigen Jahren beruflicher Tätigkeit mit überwiegend verwaltungsrechtlichem Schwerpunkt wurde er im Jahre 2008 von der Hochschule für Wirtschaft und Recht Berlin auf eine einjährige Gastprofessur im Polizeirecht berufen. Von 2011 bis 2020 war er Professor für Öffentliches Recht mit dem Schwerpunkt Öffentliches Dienstrecht an der Hochschule Osnabrück. Im Jahre 2020 folgte er einem Ruf an den Fachbereich Sozialversicherung der Hochschule des Bundes für öffentliche Verwaltung in Berlin.
Im Jahr 2011 erschien sein dystopischer Debütroman Asylon im Piper Verlag. 2011 erhielt Asylon den LovelyBooks Leserpreis in der Kategorie Fantasie/Science Fiction. Der Roman war darüber hinaus als bester Debütroman für den Seraph 2012 nominiert, erreichte den vierten Platz als bester deutschsprachiger Science-Fiction-Roman beim Kurd-Laßwitz-Preis 2012 und den zweiten Platz in der Kategorie „Bestes deutschsprachiges Romandebüt“ beim Deutschen Phantastik Preis 2012.
Zwischen 2017 und 2020 erschien im Blanvalet Verlag seine Thriller-Trilogie um den Berliner Kommissar Viktor von Puppe.

## Publikationen

### Rechtswissenschaft
- Die datenschutzrechtlichen Vorschriften für Diensteanbieter im neuen Telekommunikationsgesetz auf dem Prüfstand des europäischen und deutschen Rechts. Mensch & Buch, Berlin 2005, ISBN 3-89820-857-5 (Dissertation, HU Berlin, 2005).
- Das Recht der öffentlichen Aufträge auf dem Prüfstand des europäischen Rechts In: Die öffentliche Verwaltung (DÖV). 6/1999, S. 235–242
- Wann sind Rechtsstreitigkeiten über Leistungsbeziehungen zwischen Beschaffungsbehörden und ihren Bedarfsträgern Insichprozesse? In: Deutsche Verwaltungsblätter (DVBl). 7/2008, S. 432–437
- Rechtsweg bei Lieferungs- und Leistungsverträgen zwischen Beschaffungsbehörden und ihren Bedarfsträgern In: Zeitschrift für Zeitschrift für öffentliche und gemeinwirtschaftliche Unternehmen (ZögU). 2/2010, S. 13–30
- Zur Abgrenzung von Auftragsdatenverarbeitung und Übermittlung In: Recht der Datenverarbeitung (RDV). 5/2010, S. 203–209
- Reichweite der vergaberechtlichen Figur des In-House-Geschäfts im öffentlich-rechtlichen Konzern. In: Zeitschrift für das gesamte Vergaberecht (VergabeR). 2/2011, S. 185–193 (online).
- Kritische Analyse des Rechtsgutachtens zur Kulturpauschale von Gerald Spindler In: Kommunikation & Recht (K&R). 7&8/2013, S. 439–444
- Gibt es eine Pflicht zur Bedarfsdeckung bei einer zentralisierten Beschaffungsbehörde? In: Zeitschrift für öffentliche und gemeinwirtschaftliche Unternehmen (ZögU). 2&3/2013, S. 209–217
- Fällt der kommunale Ordnungsdienst in Niedersachsen unter den Funktionsvorbehalt des Art. 33 Abs. 4 GG? mit Temmen, David In: Hervorragende Abschlussarbeiten der Hochschulen für den öffentlichen Dienst 2019 – Zwischen innovativer Polizeiarbeit und neuem Management Hrsg.: Stember, Jürgen, Nomos Verlag, Baden-Baden 2019, S. 155–174, ISBN 978-3-8487-6201-9
- Commissarius ornamentalis – Zur Verfassungsmäßigkeit von Regelungen zur Beschränkung von Körperschmuck bei Polizeipersonal In: Zeitschrift für Beamtenrecht (ZBR). 06/2020, S. 190–196
- Kann man Hochschullehrer überlasten? In: Zeitschrift für Beamtenrecht (ZBR). 01+02/2022, S. 12–18
- Eilrechtsschutz gegen Rechtsverordnungen der Exekutive am Beispiel der Corona-Pandemie, In: Verwaltungsrundschau (VR). 07/2022, S. 217–222
- Kann man Professoren anstellen? In: Zeitschrift für Beamtenrecht (ZBR). 01+02/2023, S. 25–34
- Die Einheitsprofessur – Wunschtraum oder Verfassungsgebot? In: Zeitschrift für Beamtenrecht (ZBR). 01+02/2024, S. 1–31
- Dürfen Verwaltungshochschulen unwissenschaftlich sein? In: Zeitschrift für Beamtenrecht (ZBR). 07+08/2025, S. 221–236

### Belletristik
- Asylon. Roman. Piper, München 2011, ISBN 978-3-492-26792-2.
- Elysion. Roman. Piper, München 2013, ISBN 978-3-492-26881-3.
- Megapolis. Roman. Edel Elements, Hamburg 2014, ISBN 978-3-95530-636-6.
- Der Todesmeister. Roman. Blanvalet, München 2017, ISBN 978-3-7341-0414-5.
- Die Todesbotin. Roman. Blanvalet, München 2019, ISBN 978-3-7341-0415-2.
- Der Todesbruder. Roman. Blanvalet, München 2020, ISBN 978-3-7341-0861-7.